# Jerasch
Jerasch – wieś w Armenii, w prowincji Ararat. W 2011 roku liczyła 635 mieszkańców.